# 加埃塔之围
加埃塔之围（法语：Siège de Gaète）发生于1806年2月26日至7月18日。此役中，意大利的要塞城市加埃塔及守城的那不勒斯驻军在黑森-菲利普斯塔尔的路德维希王子的指挥下抵抗安德烈·马塞纳率领的法国军团围攻。经过长时间的围城战后，路德维希王子身负重伤被迫撤出该地，最终加埃塔的全部守军投降，马塞纳给予投降的士兵慷慨的条件。
1806年，拿破仑军队入侵那不勒斯是因为西西里国王费迪南多一世加入了第三次反法同盟。那不勒斯王国被法军士兵迅速占领，但路德维希王子顽固地坚守着加埃塔并不断抵抗法军的进攻，以至于马塞纳军团的大部分士兵被牵制了近五个月。这阻止了马塞纳派遣增援部队平息在卡拉布里亚的起义，也使得法军无法阻止英国远征军在马伊达战役中的胜利。然而，由于英军未能援救加埃塔的守军，在法军炮击该城防线的缺口后，该城终于在7月中旬被攻占。

## 背景
从1805年秋天开始，第三次反法同盟战役开辟了意大利战场。1806年初，拿破仑部署了94,000名士兵来保卫法国在意大利的领地。安德烈·马塞纳元帅的主力部队中拥有68,000人，意大利王国派出的士兵有8,000人，还有一个18,000人的军团监视着那不勒斯王国。在意大利抵抗法军的有泰申公爵卡尔大公的奥地利军队，共有90,000人。费迪南多一世的那不勒斯军队仅有22,000名士兵。由于害怕法国人可能入侵他的领地，费迪南多与拿破仑缔结了一项条约以保持中立。作为交换，法军同意撤出意大利南部的普利亚。该条约于10月3日在那不勒斯获得批准。
驻守在当地的法军在条约生效后离开普利亚，向北进军，以求加入马塞纳的军队。但随后，费迪南多和王后玛丽亚·卡罗琳娜奸诈地召集了两支联军远征军前往那不勒斯。詹姆斯·亨利·克雷格中将率领7,500名英国士兵从马耳他启航，而莫里斯·莱西将军则带领科孚岛的14,500名俄罗斯士兵登陆。第二个消息来源指出，1805年11月20日，克雷格手下的6,000人和莱西手下的7,350人登陆那不勒斯。那时，只有10,000名法国及其盟军在那不勒斯边界附近。
当克雷格和莱西准备进攻意大利北部时，他们惊讶地发现那不勒斯军队还没有准备好加入联军。在缺少盟友的帮助下，克雷格和莱西只能保持防御态势。与此同时，那不勒斯王国通过将囚犯编入部队，征召了6,000名男性服兵役。与此同时，6,000名增援的俄罗斯士兵登陆。拿破仑于1805年12月2日在奥斯特利茨战役中取得决定性胜利，结束了第三次反法同盟战役。在俄罗斯沙皇亚历山大一世命令莱西撤军后，克雷格决定带着英国远征军撤离。那不勒斯政府意识到法国的报复很快就会到来，因此陷入了混乱。国王知道他这么做违背了拿破仑的信任。
克雷格的远征军四处寻找一个好的防守位置，于是提出要守住加埃塔的堡垒。然而，驻守加莱塔的黑森-菲利普斯塔尔的路德维希王子顽固地拒绝让克雷格的手下进入城堡。这位英国将军随后询问那不勒斯政府是否可以在西西里岛的墨西拿登陆。这个提议被拒绝了。克雷格选择无视，并于1806年1月19日让他的军团登上了船只，驶向墨西拿。英军士兵在港口等待他们的海军运输船，直到国王和王后终于允许他们在2月13日登陆。

## 入侵

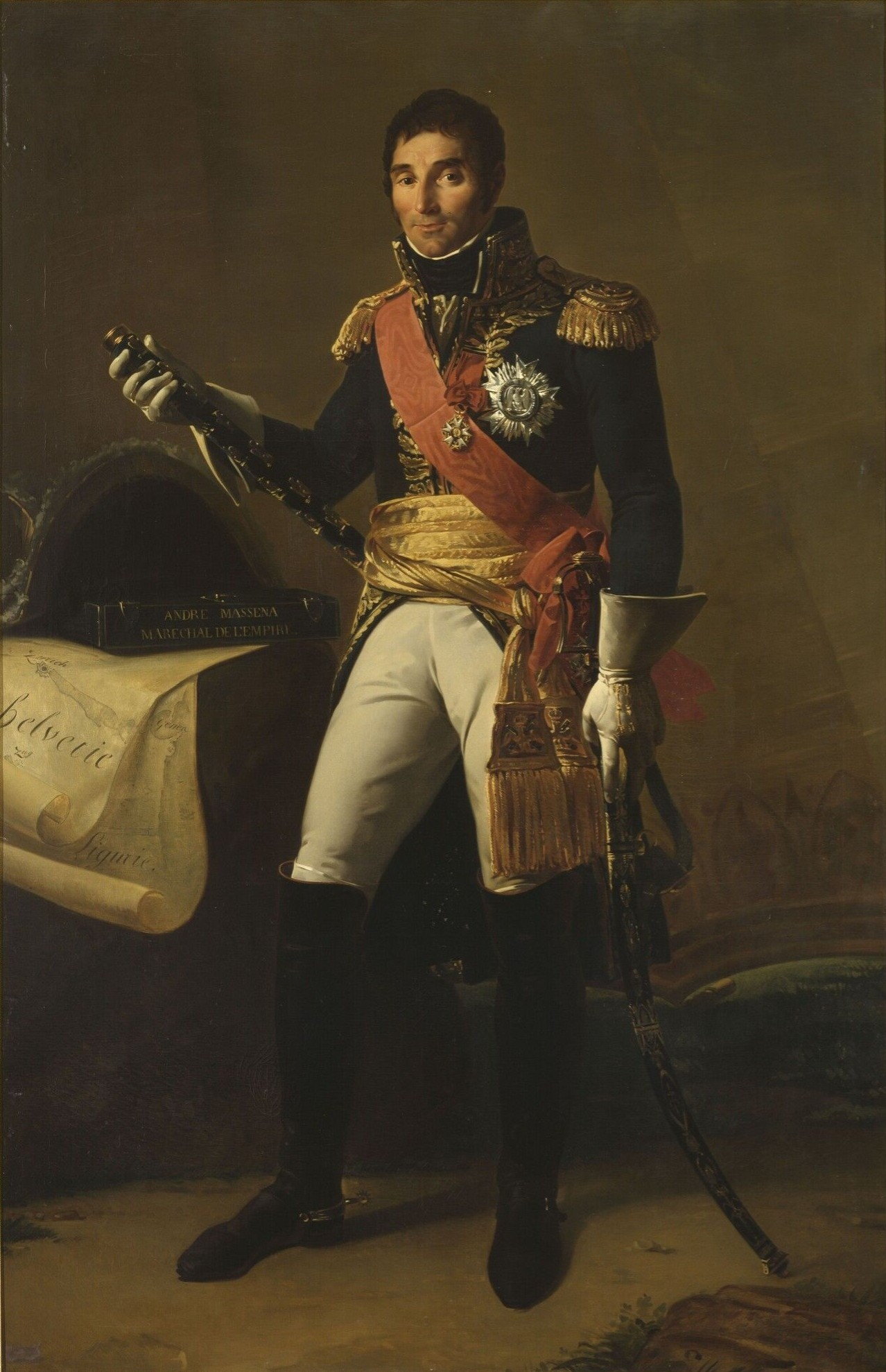
安德烈·马塞纳

马塞纳领导下的法军于1806年2月8日越过两国边界，这一路上几乎没有遇到抵抗。费迪南多国王已于1月23日逃往西西里岛，卡罗琳娜王后也于2月11日效仿。在亚得里亚海沿岸，朱塞佩·莱奇（Giuseppe Lechi）领导的一支法军部队占领了福贾，然后向西穿过亚平宁山脉到达那不勒斯。马塞纳的主力部队迅速到达加埃塔附近，大约在那不勒斯以北64公里处。由于守城的路德维希王子拒绝投降，而且非常坚固的堡垒控制了海岸公路，法军指挥官指派加丹的师封锁该地。2月14日，马塞纳和剩余的士兵占领了那不勒斯。拿破仑选择让他的兄弟约瑟夫·波拿巴代替费迪南多，新国王于第二天就进入了这座城市。这时，约瑟夫接管了军队。他将那不勒斯附近的所有部队置于马塞纳的领导之下，将他的野战军置于让·雷尼耶的领导之下。雷尼耶很快离开那不勒斯，带着大约10,000名士兵向南前进。
1806年3月9日，雷尼耶的部队遇到了罗杰·德·达马斯率领的14,000名那不勒斯士兵。在坎波坦尼斯战役中，那不勒斯士兵被击溃，损失了3000名士兵、所有的大炮和运输马车。当雷尼耶追击达马斯的残军时，纪尧姆·菲利贝尔·杜埃斯姆率领的另一个法国军团正在追赶另一支那不勒斯人。那不勒斯军队在撤退时分崩离析，很多民兵选择脱离部队回家，大部分战斗编制内的士兵都选择离开。只有2,000到3,000名常规士兵被疏散到西西里岛。法军和盟军士兵的野蛮行为很快在卡拉布里亚农民中引发了一场严重的反抗。通常情况下，一旦有法军士兵被拦路杀害，法军指挥官就会以攻击和焚烧村庄作为回应，导致暴行和反暴行的不断循环。

## 军队

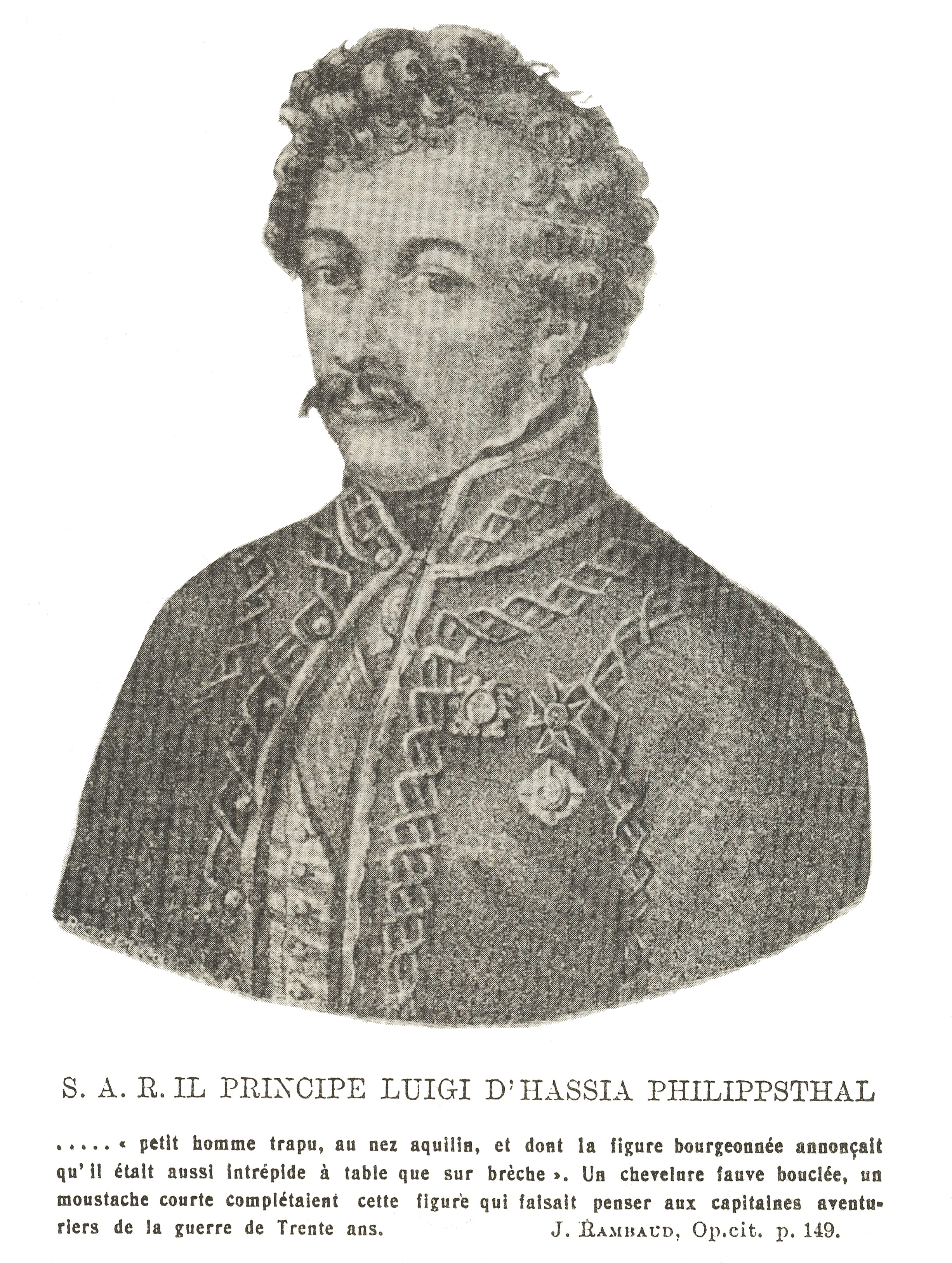
路德维希王子

1806年，加埃塔人口约8,000人，拥有强大的防御工事。这座城市矗立在一个伸入大海的半岛上。加埃塔和陆地的链接道路修建了大量的防御工事，在某些地方有三道防御。大炮台位于海平面以上46米，女王炮台更高，而奥兰多塔则高达122米。这些防御工事可以集中大量火力以对付任何攻击者。路德维希王子的驻军有3,750名步兵，和400名志愿者。驻军还包括2,000名非正规军。许多正规步兵的战斗力都非常低下，因为他们是从那不勒斯和西西里的监狱里招来的。
马塞纳下属的第1军由路易斯·帕图诺和加斯帕德·阿梅德·加丹将军领导的两个法军步兵师和朱利安·奥古斯丁·约瑟夫·梅梅特和让-路易-布里吉特·埃斯帕涅将军领导的两个法军骑兵师组成。帕图诺的师包括第1旅的第22和第29线列步兵团以及第2旅的第52和101线列步兵团。加丹的师11个步兵团。梅梅特的师包括4个龙骑兵团。埃斯帕涅师由一个波兰团和3个骑兵团组成。所有骑兵部队都有四个中队。军团的火炮力量包括六门6磅加农炮、两门3磅加农炮和五门榴弹炮。

## 围城

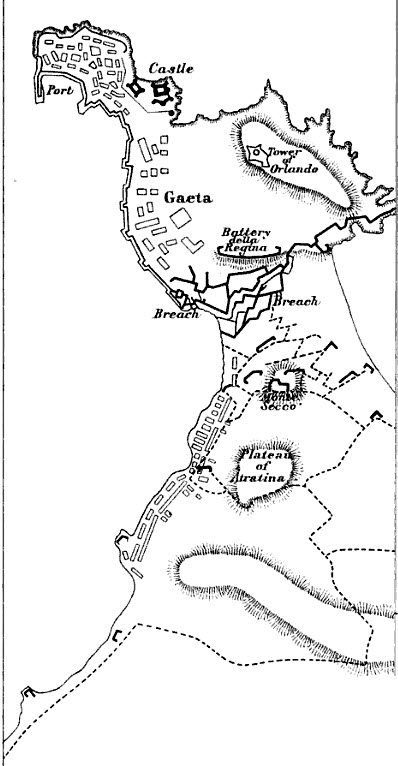
围攻加埃塔的作战计划

加埃塔的指挥官路德维希王子是一个古怪但又运气极佳的人，他身材矮小，脸红，鹰钩鼻，并以酗酒着称，但他也是一个很好的领袖。他通过与下属开玩笑并表现出杰出的个人勇气赢得了士兵的尊重。从围城的第一天开始，他就在炮台上站岗，并宣布在围攻完成之前他不会离开。他还发誓将他的饮酒量限制为每天一瓶。谈到马克在乌尔姆的投降时，他通过喇叭向围攻者大喊，“加埃塔不是乌尔姆！黑森（他的名号）不是麦克！”当法军于2月13日首次抵达城下时，法军要求守军将堡垒移交给他们。当路德维希通过开炮来回应请求时，法军在该地区留下了一支观察部队。

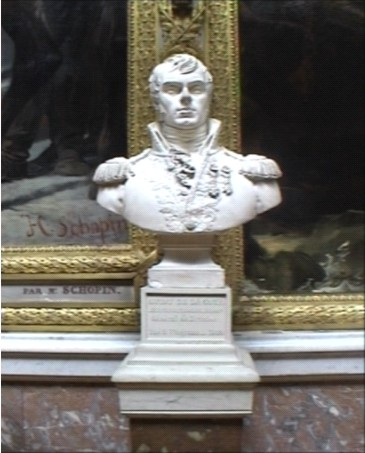
尼古拉·德·拉库尔

加埃塔之围始于1806年2月26日。当天，马塞纳对要塞进行了侦察，并指派尼古拉斯·伯纳德·吉奥·德·拉库尔将军指挥围攻该城的法军部队。法军建立了自己的炮台并配备了从卡普阿和那不勒斯的军火库中获得的大炮。3月21日，法军正式要求加埃塔投降。路德维希回答说，法军首先必须在墙上打一个洞。但是当法军的大炮发射时，他们很快就被守军的80门火炮压制。法军只得重建他们的炮台，以安放更多的大炮，并在靠近守军阵地的地方挖掘战壕。4月5日，路德维希再次拒绝了法国的招降。当法军的大炮再次开火时，他们又被守军重炮的超强火力压制。
意识到占领加埃塔将会非常困难，法军任命了工程专家雅克·大卫·马丁·德·坎普顿将军指挥围城部队。为了靠近城墙到足以炸开墙壁上的缺口，法军开始在蒙特萨科前面的地面上挖掘坑道。但由于此地土壤充满岩石，这个过程十分困难。与此同时，路德维希不愿出城摧毁法军的阵地，因为那不勒斯士兵经常临阵脱逃。路德维希向他的政府请求援助，但没有立即得到任何帮助，因为西德尼·史密斯上将此时正在全力支持卡拉布里亚的游击战。最后，史密斯的部队还是到达了加埃塔，并留下了食物、4门重型大炮和游击队领袖弗拉·代亚沃洛。史密斯还命令一些炮艇停靠在堡垒旁边，这对进攻的法军来说是个麻烦。4月的某个时候，皇家海军在加里利亚诺河口附近登陆了代亚沃洛和相当多的游击部队。他们的突袭一开始是成功的，但游击队最终被打散，弗拉·代亚沃洛回到了加埃塔，当他后来被牵连到放弃加埃塔的计划中时，路德维希用锁链将其锁住并运往巴勒莫。

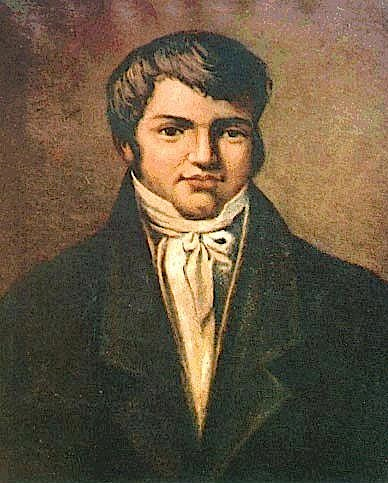
游击队领袖弗拉·代亚沃洛

直到5月底，法军围城部队的人数从未超过4000人。但在那之后，法军开始得到大批援军，以至于他们的人数到6月28日时已经翻了一番。那天，马塞纳亲自指挥了这次围攻。与此同时，驻军于5月13日至15日出动，破坏了几门法军大炮并抓走一些俘虏。到6月初，法军的坑道离堡垒只有183米，同时安放了100门大炮。所有的工作都是在加埃塔凶残的防御火力下完成的。6月12日，法军一位旅长约瑟夫·塞克雷特·帕斯卡-瓦隆格将军在围城中头部受重伤，于17日去世。

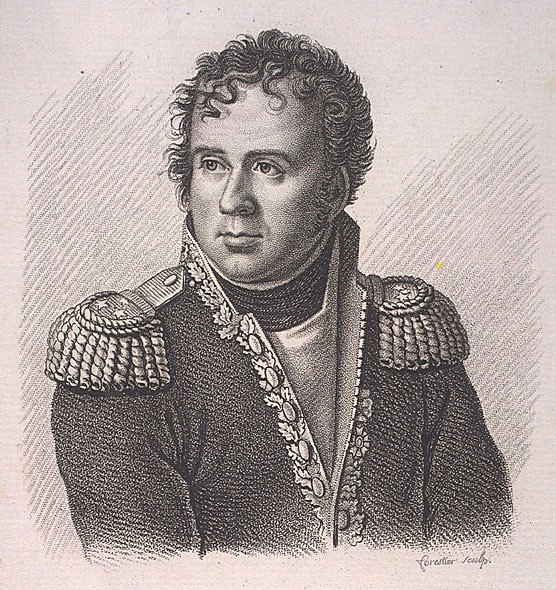
约瑟夫·帕斯卡-瓦隆格

6月28日，法军用50门重炮和23门迫击炮同时开火。这一次，加埃塔的火炮无法压制围攻者的火力，导致一些火炮被毁坏，造成大量人员伤亡。到7月1日，法军的炮击炸毁了堡垒中的三个火药库，但路德维希仍拒绝放弃。在炮火归于平静后，法军继续向城墙挖坑道。3日，支援守军的1500名援军从海路抵达。那天晚上，理查森的船只轰炸了法军的阵地，但没有结果。7月7日凌晨3点，法军再次用90门大炮开火。相互轰炸对攻击者和防御者都造成了巨大的损失。但守军最大的损失发生在7月10日，路德维希被弹片击中，身负重伤，因此不得不从海路撤离。他的接替者是霍茨上校，一名资历普通的军官。由于担心他们的炮弹供应会用完，法军悬赏回收发射的哑弹。11日，马塞纳的炮兵指挥官弗朗索瓦·路易斯·德东-杜克洛将军请求元帅暂停炮击，以免弹药耗尽。马塞纳希望炮击和路德维希的离开会使加埃塔的驻军士气更加低落，于是下令继续开火。
1806年7月12日，加埃塔的城墙上开始出现两处缺口，一处位于左侧的炮台下方，一处位于右侧的炮台下方。法军此时再次要求守军投降，但霍茨上校拒绝了，于是战斗继续进行。15日，一名法国工兵军官悄悄靠近城墙底下，注意城墙的西部可能存在薄弱点。到7月16日，马塞纳听说了法国在迈达的战败并急于夺取加埃塔。此时围城的部队只剩下184,000磅火药和不到5,000枚炮弹，大约是三天的供应量。此时，围城的两个法军步兵师拥有12,000名士兵，由西班牙盟军和一支骑兵师提供支持。尽管弹药短缺，但法军的炮击仍在继续，城墙上的缺口进一步扩大。通常情况下，攻城军的指挥官会对守军保密。但是马塞纳打算用进攻来威慑霍茨。7月18日上午，法军在守军的眼皮底下，集结一支由掷弹兵和猎兵组成的部队来进攻城墙的左侧缺口，另一支部队则集结进攻右侧缺口。法军的大批援军则大张旗鼓地向前推进。当霍茨上校在下午3时竖起白旗时，马塞纳的虚张声势达到了预期的效果。

## 结果
由于其长期的坚守以及法军需要迅速占领加埃塔的战略目标，马塞纳给予守军宽大的条件。投降的守军被允许前往西西里岛，只要他们承诺一年内不与法军作战。该城的堡垒及其所有的大炮，其中三分之一在战斗中损坏，都归法军所有。法军承认在此役中有1000人伤亡，但实际数字有可能是这的两倍。在7,000人的驻军中，那不勒斯守军有1,000人伤亡，171门大炮被法军缴获。
1806年7月4日，约翰·斯图亚特率领的英国远征军在迈达战役中击败了由雷尼耶率领的法军部队。战斗胜利后，斯图亚特和史密斯决定南下，扫荡卡拉布里亚的法军驻军。因此，错过了援救加埃塔的守军或登陆那不勒斯推翻约瑟夫·波拿巴的机会。加埃塔的投降让马塞纳的部队得以抽身，以便在卡拉布里亚开展下一步行动。然而，斯图亚特的胜利阻止了法军对西西里岛的入侵，并延长了卡拉布里亚的起义，以至于直到1807年，法军才完全控制了该地区。
加埃塔在拿破仑的那不勒斯王国内变成了一个公国封地。该公国于1809年8月15日被授予时任财政部长查尔斯·高丁。在那不勒斯战争中若阿尚·缪拉的王国分崩离析之时，加埃塔是最后一个抵抗联军的城市。

## 脚注
1. ↑  Schneid (2002).
2. ↑  Schneid (2002), p. 18
3. 1 2 3  Schneid (2002), p. 47
4. ↑  Johnston (1904).
5. ↑  Johnston (1904), p. 68
6. ↑  Johnston (1904), pp. 71-72
7. ↑  Smith (1998), p. 217
8. ↑  Johnston (1904), pp. 73-74
9. ↑  Johnston (1904), pp. 74-76
10. ↑  Schneid (2002), p. 48
11. ↑  Johnston (1904), p. 84
12. 1 2  Schneid (2002), p. 49
13. ↑  Johnston (1904), p. 86
14. ↑  Johnston (1904), p. 88
15. ↑  Johnston (1904), p. 89
16. 1 2  Smith (1998), p. 221
17. ↑  Schneid (2002), p. 50
18. ↑  Johnston (1904), p. 90
19. ↑  Johnston (1904), pp. 92-96
20. ↑  Johnston (1904), p. 106
21. ↑  Schneid (2002), p. 175
22. 1 2  Johnston (1904), p. 107
23. ↑  Schneid (2002), pp. 173-174
24. ↑  Johnston (1904), p. 108
25. 1 2 3  Smith, p. 222.
26. 1 2  Johnston (1904), p. 108-109
27. 1 2  Johnstone (1904), p. 110
28. ↑  Johnstone (1904), p. 113
29. ↑  Johnston (1904), p. 114
30. ↑  Timmermans (2007).
31. ↑  Johnston (1904), p. 131
32. 1 2  Johnston (1904), p. 132-133
33. ↑  Johnston (1904), p. 134
34. ↑  Johnston (1904), p. 135
35. ↑  Schneid (2002), p. 55
36. ↑  Velde (2011).
37. ↑  Allégret.
38. ↑  Smith (1998).